# Burg Koga
Die Burg Koga (japanisch 古河城, Koga-jō) befindet sich in der Stadt Koga in der Präfektur Ibaraki. In der Edo-Zeit residierten dort zuletzt die Doi als größere Fudai-Daimyō.

## Burgherren in der Edo-Zeit
- Ab 1601 ein Zweig der Toda mit einem Einkommen von 20.000 Koku,
- ab 1612 ein Zweig der Ogasawara mit 20.000 Koku,
- ab 1619 ein Zweig der Okudaira mit 110.000 Koku,
- ab 1622 ein Zweig der Nagai mit 72.000 Koku,
- ab 1633 ein Zweig der Doi mit 160.000 Koku,
- ab 1681 ein Zweig der Hotta mit 90.000 Koku,
- ab 1685 ein Zweig der Fujii-Matsudaira mit 90.000 Koku,
- ab 1694 ein Zweig der Ōkōchi mit 70.000 Koku,
- ab 1712 ein Zweig der Honda mit 50.000 Koku,
- ab 1759 die Matsui mit 50.000 Koku,
- ab 1782 wieder ein Zweig der Doi mit 70.000 Koku.

## Geschichte
Im Jahr 1455 zog Kamakura Kubō (Statthalter des Shoguns für Kantō) Ashikaga Shigeuji (足利 重氏; 1434–1497) nach Koga und baute dort eine Burg. Sie war seitdem Sitz des Koga-Kubō bis Ashikaga Yoshiuji (足利 義氏; 1541–1583) als letztem Koga-Kubō. Danach kam die Burg zeitweilig unter die Herrschaft der Späteren Hōjō.
Nachdem 1590 Tokugawa Ieyasu die Kantō-Provinzen übernommen hatte, wurde die Burg mit einem Zweig der Ogasawara besetzt, dem dann 1601 die Toda folgten. Als 1633 die Burg an Doi Toshikatsu (土井 利勝; 1573–1644) kam, erneuerte und erweiterte er die Burg. Aus dieser Zeit stammte der Burgturm (天守, tenshu; rot), der den innersten Bereich schützte. Auch der etwas abgelegene Vorbereich, das Suwa-guruwa (諏訪曲輪; S), wurde damals angelegt. Es folgten dann eine Reihe weitere Daimyō, bis dann mit Toshisato (利里; 1722–1777) wieder ein Doi die Burg übernahm. Die Doi blieben dann Burgherrn bis zur Meiji-Restauration 1868.– Viele der Burgherren übten wichtige Funktionen innerhalb des Bakufu aus.

## Die Anlage

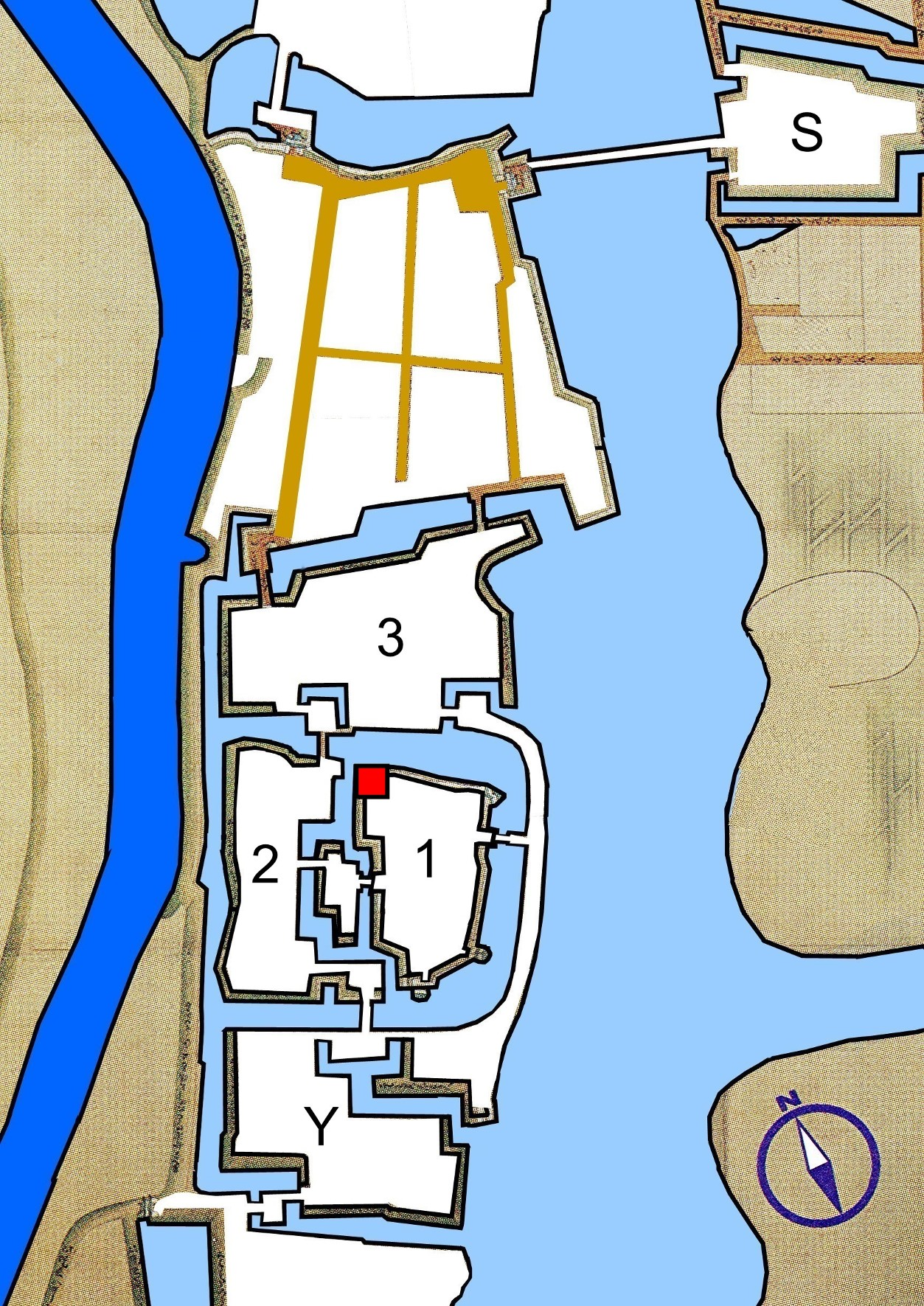
Burg Koga (siehe Text)

Die Burg Koga lag auf einem sich von Norden nach Süden erstreckenden Landstreifen, der im Westen durch den Fluss Watarase (渡良瀬川, -gawa) und im Osten und Süden durch Sumpfgebiete geschützt wurde. An den zentralen Bereich, das Hommaru (本丸; 1), schloss sich im Westen der zweite Bereich, das Ni-no-maru (二の丸; 2) und im Norden der dritte Bereich, das San-no-maru (三の丸; 3), an. Im Norden waren weiter vorgebaut die Vorbereiche Marunouchi-guruwa (丸の内曲輪) und Kannonji-guruwa (観音寺曲輪). Gegen Osten schützte das  das langgestreckte schmale Higashiobi-guruwa (東帯曲輪), im Süden das Yorimasa-guruwa (頼政曲輪; Y) und das  Tatsuzaki-kuruwa (辰崎曲輪).
Heute sind von der Burg nur Reste der Wallanlagen erhalten. Das Inui-Tor (乾門, Inui-mon) des zweiten Burgbereiches wurde vom Tempel Fukuhō-ji (福法寺) übernommen.